# World Netball
World Netball (ehemals International Netball Federation (INF) bzw. International Federation of Netball Associations (IFNA)) ist der Dachverband für alle nationalen Verbände im Netball. World Netball wurde 1960 gegründet und hat seinen Sitz in der MediaCityUK in England. Präsidentin ist die Engländerin Liz Nicholl. World Netball ist Mitglied der Global Association of International Sports Federations (GAISF).
World Netball gehören 49 Nationalverbände sowie 25 assoziierte Verbände an. Die Mitglieder sind in fünf geografische Regionalverbände gegliedert (Africa Netball, Americas Netball, Asia Netball, Europe Netball, Oceania Netball).

## Wettbewerbe
- Netball-Weltmeisterschaft, alle vier Jahre seit 1963 ausgetragen
- Netball-Weltmeisterschaft der Jugend, alle vier Jahre seit 1988 ausgetragen